# Саузбашівська сільська рада
Саузба́шівська сільська рада — муніципальне утворення у складі Краснокамського району Башкортостану, Росія. Адміністративний центр — присілок Саузбаш.

## Населення
Населення — 869 осіб (2019, 1007 в 2010, 1033 в 2002).

## Склад
До складу поселення входять такі населені пункти:
| Населений пункт   | Населення, осіб (2002) | Населення, осіб (2010) |
| ----------------- | ---------------------- | ---------------------- |
| Саклово, село     | 398                    | 388                    |
| Саузбаш, присілок | 451                    | 454                    |
| Саузово, присілок | 184                    | 165                    |